# زلاتکو دیدیچ
زلاتکو دیدیچ (انگلیسی: Zlatko Dedić؛ زادهٔ ۵ اکتبر ۱۹۸۴) یک بازیکن فوتبال اهل اسلوونی است.
وی همچنین در تیم ملی فوتبال اسلوونی بازی کرده است.